# Пятна (река)
Пятна или Пятьма (укр. П’ятна) — правый приток Новой Рогозны, протекающий по Новгород-Северскому району (Черниговская область, Украина).

## География
Длина — 16 или 14 км. Площадь водосборного бассейна — 54 км². Русло реки (отметки уреза воды) в среднем течении (село Шептаки) находится на высоте 140,2 м над уровнем моря.
Русло извилистое. Ручьи истока пересыхают. Создано несколько прудов на одном из ручьев истока (село Николаевское).
Река берёт начало от двух ручьев между селами Николаевское и Песчанка (Новгород-Северский район). Река течёт на северо-восток. Впадает в Новую Рогозну (на 0,6-м км от её устья) севернее села Камень (Новгород-Северский район).
Пойма занята лесами (доминирование сосны) с заболоченными участками, в среднем и нижнем течении леса и заболоченные участки чередуются.
Притоки: нет крупных.
Населённые пункты на реке:
1. Песчанка[4]
2. Каменская Слобода
3. Камень